# St. Louis Rams 1998
La stagione 1998 dei St. Louis Rams è stata la 61ª della franchigia nella National Football League e la quarta a St. Louis, Missouri La squadra peggiorò il record di 5–11 del 1997 scendendo a 4-12 e mancando i playoff per il nono anno consecutivo. In quel lasso di tempo i Rams ebbero il peggiore record parziale della lega, 45–99. Malgrado ciò, il club mostrò alcuni segnali positivi battendo squadre da playoff come i New York Jets (che sarebbero arrivati in finale di conference) e i New England Patriots (che avrebbero ottenuto una wild card). Le fortune della squadra sarebbero cambiate rapidamente l'anno successivo, quando vinse il Super Bowl XXXIV contro i Tennessee Titans.

## Roster
| Roster dei St. Louis Rams nel 1998 |
| --- |
| Quarterback - 12 Tony Banks - 13 Steve Bono - 10 Kurt Warner Running Back - 26 June Henley - 25 Robert Holcombe - 31 Amp Lee Wide Receiver - 80 Isaac Bruce - 81 Az-Zahir Hakim PR - 82 Tony Horne - 88 Eddie Kennison - 87 Ricky Proehl Tight End - 86 Roland Williams - 84 Ernie Conwell - 46 Mitch Jacoby Offensive Linemen - 63 John Flannery C - 70 Wayne Gandy T - 60 Mike Gruttadauria C - 73 Fred Miller T - 61 Tom Nutten G - 76 Orlando Pace T - 72 Zach Wiegert G - 50 Ryan Tucker C Defensive Linemen - 93 Kevin Carter DE - 75 D'Marco Farr DT - 94 Jeff Robinson - 96 Jay Williams DT - 98 Grant Wistrom DE Linebacker - 59 London Fletcher - 53 Jon Hesse - 54 Eric Hill - 57 Leonard Little - 58 Roman Phifer Defensive Back - 20 Taje Allen CB - 22 Billy Jenkins - 41 Todd Lyght CB - 35 Keith Lyle FS - 24 Dexter McCleon CB - 47 Ryan McNeil CB - 32 Toby Wright SS Special Team - 11 Rick Tuten P - 14 Jeff Wilkins K                                               |
| Legenda - I rookie sono in corsivo. - Il primo ruolo è il principale mentre gli eventuali successivi indicano i ruoli secondari. - (IR) sta per Injured Reserve ed indica la lista ristretta per un solo giocatore infortunato che può tornare ad allenarsi dopo la settimana 6 e a rientrare in prima squadra dopo che questa ha giocato 8 partite. - (NF-Inj.) / (NF-Ill.) stanno rispettivamente per Non-Football Injured e Non-Football Illness ed indicano le liste dove viene inserito un giocatore che ha un infortunio o una malattia non dipendente dal football americano. - (PUP) sta per Physically Unable to Perform ed indica la lista dove viene inserito un giocatore mentre è in attesa di recuperare la condizione fisica. Nella stagione regolare dopo la sesta partita giocata dalla propria squadra, il giocatore ha tempo tre settimane per riprendere ad allenarsi, più tre settimane aggiuntive dal suo rientro agli allenamenti per rientrare in prima squadra. |

Fonte:

## Calendario
| Stagione regolare |                        |                    |                    |                    |
| Turno             | Avversario             | Risultato          | Record             |                    |
| 1                 | New Orleans Saints     | S 17–24            | 0–1                |                    |
| 2                 | Minnesota Vikings      | S 31–38            | 0–2                |                    |
| 3                 | at Buffalo Bills       | V 34–33            | 1–2                |                    |
| 4                 | Arizona Cardinals      | S 17–20            | 1–3                |                    |
| 5                 | Settimana di pausa     | Settimana di pausa | Settimana di pausa | Settimana di pausa |
| 6                 | New York Jets          | V 30–10            | 2–3                |                    |
| 7                 | at Miami Dolphins      | S 0–14             | 2–4                |                    |
| 8                 | San Francisco 49ers    | S 10–28            | 2–5                |                    |
| 9                 | at Atlanta Falcons     | S 15–37            | 2–6                |                    |
| 10                | at Chicago Bears       | V 20–12            | 3–6                |                    |
| 11                | at New Orleans Saints  | S 3–24             | 3–7                |                    |
| 12                | Carolina Panthers      | S 20–24            | 3–8                |                    |
| 13                | Atlanta Falcons        | S 10–21            | 3–9                |                    |
| 14                | at Philadelphia Eagles | S 14–17            | 3–10               |                    |
| 15                | New England Patriots   | V 32–18            | 4–10               |                    |
| 16                | at Carolina Panthers   | S 13–20            | 4–11               |                    |
| 17                | at San Francisco 49ers | S 19–38            | 4–12               |                    |

## Classifiche
| NFC West                |    |    |   |      |     |     |     |
|                         | V  | S  | P | %    | PF  | PS  | STR |
| (2) Atlanta Falcons     | 14 | 2  | 0 | .875 | 442 | 289 | V9  |
| (4) San Francisco 49ers | 12 | 4  | 0 | .750 | 479 | 328 | V1  |
| New Orleans Saints      | 6  | 10 | 0 | .375 | 305 | 359 | S3  |
| Carolina Panthers       | 4  | 12 | 0 | .250 | 336 | 413 | V2  |
| St. Louis Rams          | 4  | 12 | 0 | .250 | 285 | 378 | S2  |